# Bacillus grandii
Bacillus grandii är en insektsart. Bacillus grandii ingår i släktet Bacillus och familjen Bacillidae.

## Underarter
Arten delas in i följande underarter:
- B. g. maretimi
- B. g. grandii
- B. g. benazzii